# Hung Hom (métro de Hong Kong)
Hung Hom est une station de métro de Hong Kong. Elle connecte les lignes du réseau Est et Tuen Ma. Elle comporte également une gare ferroviaire desservie par des intercités vers la Chine continentale, qui empruntent les voies du réseau Est. Elles permettent de rallier Canton en 2 heures.